# Guaraní (sprog)
Guaraní er sammen med spansk det officielle sprog i Paraguay. Sproget tales af omkring 5 millioner indbyggere i Paraguay. Sproget skrives ved hjælp af guaraní-alfabetet.